# Thuraya
Die Thuraya Satellite Telecommunications Company ist eine Telekommunikationsfirma, die das Satellitenkommunikationsnetz Thuraya betreibt. Der Name stammt aus arabisch الثريا ath-Thurayya, DMG aṯ-Ṯurayā und bezeichnet das Siebengestirn, die Plejaden. Die Satellitenkonstellation arbeitet mit zwei geosynchronen Satelliten und kann daher nur in bestimmten Regionen genutzt werden.

## Unternehmen
Das Unternehmen Thuraya hat seinen Firmensitz in Abu Dhabi und die Hauptgeschäftsstelle in Dubai in den Vereinigten Arabischen Emiraten. Das Gateway zur Einspeisung der Signale in die firmeneigenen Satelliten befindet sich in Sharjah. Die Firma wurde am 15. April 1997 gegründet. Zu den Anteilseignern gehören Telekommunikationsunternehmen der arabischen Welt (wie Etisalat und Arabsat) und Investmentfirmen (wie die Abu Dhabi Investment Company und Dubai Investments).

## Abdeckungsgebiet
Eine Besonderheit von Thuraya ist, dass der Ausleuchtungsbereich der geosynchronen Satelliten in mehrere Spot-Beams unterteilt ist. Die Zuordnung zum korrekten Spot-Beam erfolgt auf der Basis der GPS-Position des Satellitentelefons. Auf einem sendeleistungsstarken „Sat-Alert“-Kanal wird das Telefon bei einem eingehenden Anruf zuerst alarmiert, der Benutzer bewegt sich dann in eine Zone mit klarer Sicht zum Satelliten (in Europa meistens nach Südosten). Nun bucht sich das Telefon auf entsprechend der GPS-Position zugewiesenen Spot-Beam, Frequenz und Zeitslot ein. Die Abdeckungszonen können durch Veränderungen der Spot-Beam-Konfiguration verschoben werden. So wurde nach der Inbetriebnahme von Thuraya 2, der Teile Asiens abdeckt, die Abdeckungszone in Afrika durch Umkonfiguration der Spot-Beams auf Thuraya 1 verbessert. Der dritte Thuraya-Satellit ist seit Sommer 2008 in Betrieb und deckt Asien bis Japan, Ozeanien und Australien ab.
Empfang hat man in folgenden Gebieten:
- Europa
- Nord-, Ost- und Zentralafrika
- Naher Osten
- Asien
- Australien

## Satelliten
Die Thuraya-Satelliten wurden in geosynchrone Transferbahnen gestartet mit dem Ziel, sie in geosynchronen Orbits mit 6,2° oder 6,3° Neigung zum Äquator in etwa 36.000 km Höhe zu positionieren. Die Satelliten wurden von Boeing (Hughes) hergestellt und zählen mit einem Startgewicht von mehr als 5,1 Tonnen zu den schwersten Kommunikationssatelliten weltweit. Gestartet wurden sie mit Zenit-3SL-Raketen.
Die Antenne hat einen Durchmesser von 12 Metern. Durch die Größe der Antenne und eine starke Sendeleistung sowie eine hohe Empfangsempfindlichkeit können die Handys relativ klein sein. Eine Richtantenne mit geringem Öffnungswinkel wie im Inmarsat-Netz ist nicht nötig. Die Antenne muss lediglich in Richtung des Satelliten ausgerichtet werden.
Thuraya 1 war wie mehrere frühe Satelliten der Baureihe Boeing 702 von einer unerwarteten Alterung der Reflektoren betroffen, die bei diesen Satelliten seitlich an den Solarzellenauslegern angebracht sind und deren Leistung erhöhen. Daher stand für den Satelliten zunehmend weniger Leistung zur Verfügung. Thuraya 2 und 3 sind anstelle dieser Reflektoren wieder mit größeren konventionellen Solarzellenauslegern ausgestattet. Thuraya 1 ist inzwischen außer Dienst gestellt worden und befindet sich in einem Friedhofsorbit.
Die Bodenstation für das 2001 gestartete Thuraya-Netz befindet sich in Schardscha.
| Satellit  | Start (UTC)          | Träger- rakete      | Startplatz          | Start- masse        | NSSDC-ID            | Position            | Anmerkungen                   |
| --------- | -------------------- | ------------------- | ------------------- | ------------------- | ------------------- | ------------------- | ----------------------------- |
| Thuraya 1 | 21. Okt. 2000, 05:51 | Zenit-3SL           | Sea Launch          | 5100 kg             | 2000-066A           | Friedhofsorbit      | außer Betrieb seit Mai 2007   |
| Thuraya 2 | 10. Juni 2003, 13:55 | Zenit-3SL           | Sea Launch          | 5200 kg             | 2003-026A           | 44° Ost             |                               |
| Thuraya 3 | 15. Jan. 2008, 11:49 | Zenit-3SL           | Sea Launch          | 5173 kg             | 2008-001A           | 98,6° Ost           | außer Betrieb seit April 2024 |
| Thuraya 4 | 04. Jan. 2025, 01:27 | Falcon 9            | Cape Canaveral      |                     | 2025-001A           | 44° Ost             | soll Thuraya 2 ersetzen       |
| Thuraya 5 | optionaler Satellit  | optionaler Satellit | optionaler Satellit | optionaler Satellit | optionaler Satellit | optionaler Satellit | optionaler Satellit           |

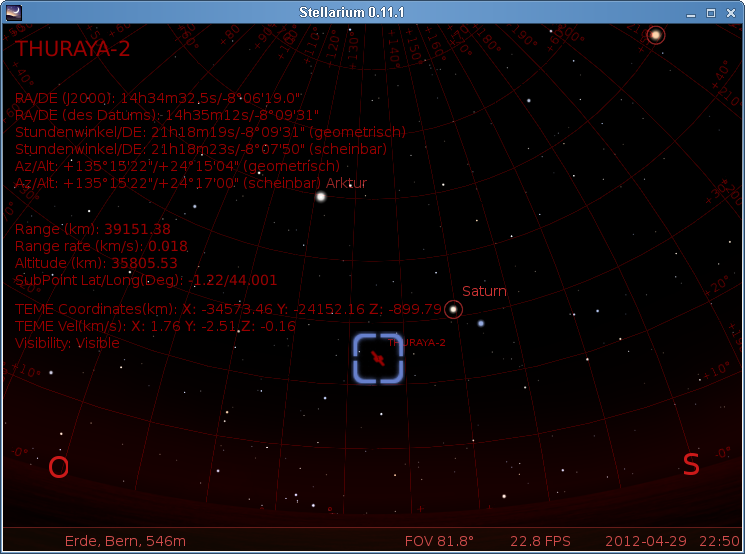
Himmelsposition Thuraya 2 in Bern am 29. April 2012 um 22:50

Da die Satelliten sich nicht auf einer geostationären, sondern nur auf einer geosynchronen Bahn um die Erde befinden, ist ihr scheinbarer Standort am Himmel nicht fest, sondern variiert leicht im Laufe des Tages. Am Standort Bern beispielsweise schwankt die Himmelsposition von Thuraya 2 im Verlauf des Tages zwischen 132° und 136° südöstlich und der Höhenwinkel variiert von 22° bis 28°.
Der eigentlich für Januar 2007 angesetzte Start von Thuraya 3 wurde aufgrund eines Fehlstarts auf der Satelliten-Startplattform von Sea Launch verschoben und konnte erst am 15. Januar 2008 nachgeholt werden.

## Technik
Thuraya benutzt folgende Frequenzbereiche:
- Satellit zu Teilnehmer: 1525,0–1559,0 MHz
- Teilnehmer zu Satellit: 1626,5–1660,5 MHz
- Satellit zu Bodenstation: 3400,0–3625,0 MHz
- Bodenstation zu Satellit: 6425,0–6725,0 MHz

Bei Gesprächen zwischen zwei Thuraya-Satellitentelefonen wird der Sprachkanal direkt über den Satelliten vermittelt. Die Bodenstation wird lediglich für die Vermittlung des Gesprächs benötigt. Bei allen anderen Gesprächen wird der Sprachkanal über die Bodenstation in Schardscha abgewickelt.
Die ITU teilte Thuraya-Netz die Vorwahl +882 16 zu. Die von der ITU zugewiesene Netzkennung ist 901-06.
Aufgrund von bilateralen Roamingabkommen mit über 300 GSM-Netzbetreibern können Thuraya-Handys auch mit üblichen GSM-SIM-Karten verwendet werden. Zusätzlich verfügen Thuraya-Handys über einen GPS-Empfänger, mit dem die Position genau bestimmt werden kann. Da Thuraya auf der Luftschnittstelle zum Satelliten ein von GSM abgeleitetes Protokoll verwendet, ähnelt dieses System stark der normalen GSM-Nutzung, nur mit etwas mehr Verzögerung. Wie in GSM-Netzen wird als Datendienst GPRS mit bis zu 60 kbit/s im Downstream und bis zu 15 kbit/s im Upstream angeboten (GmPRS).

## Produkte

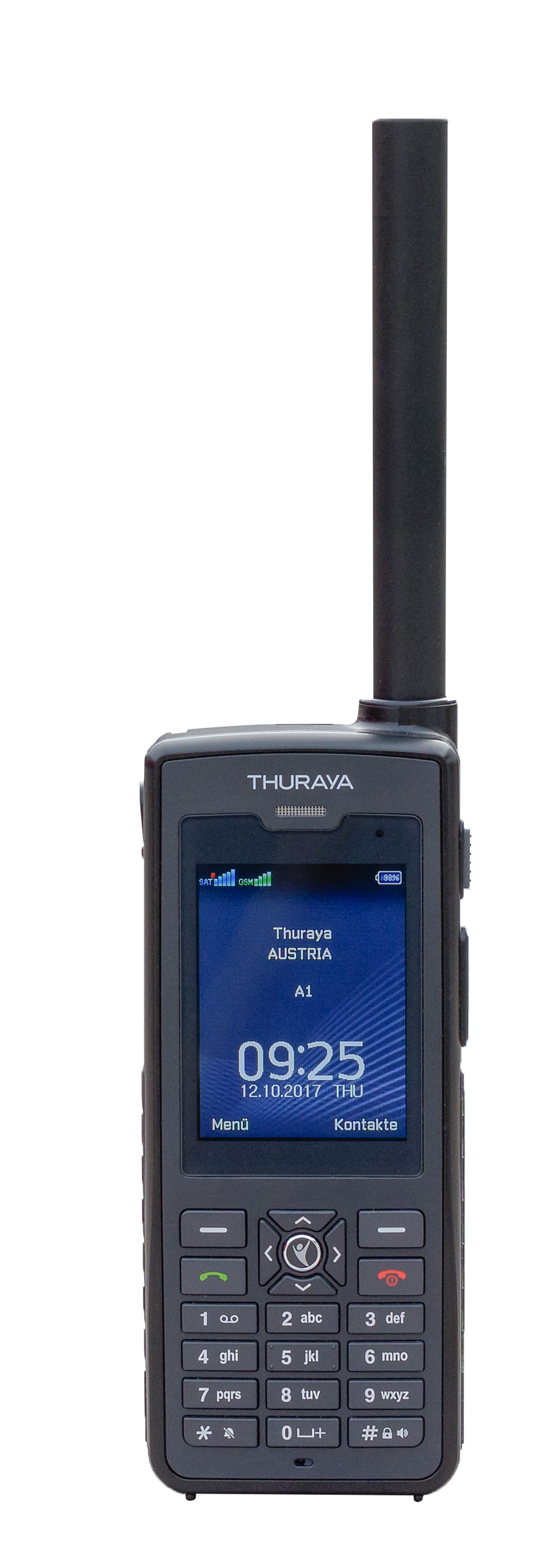
Thuraya XT-PRO DUAL, das gleichzeitig im Thuraya Netzwerk und A1 GSM Netz in Österreich verbunden ist

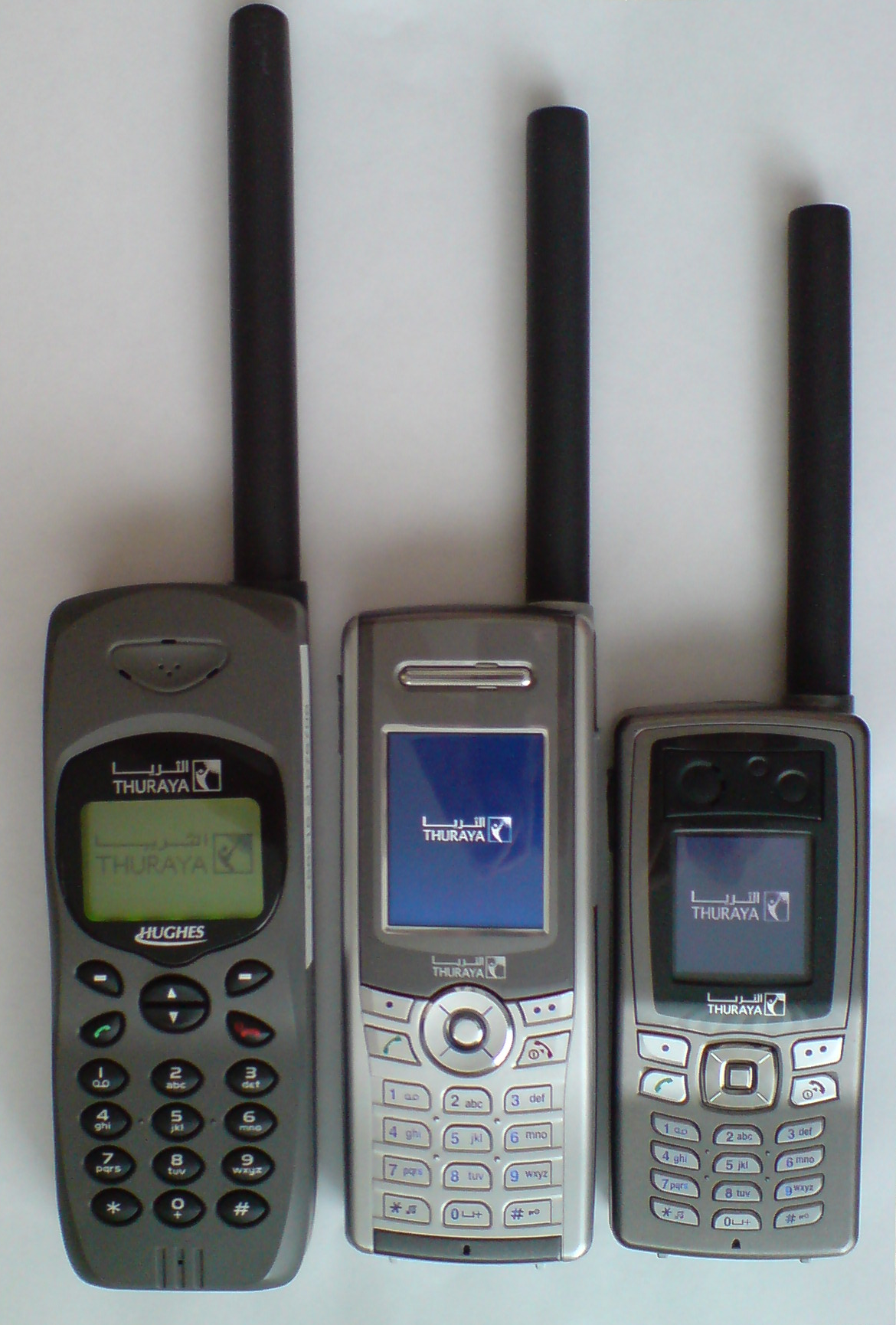
Drei Thuraya-Telefone im Größenvergleich

Folgende Dienste sind im Thuraya-Netz möglich:
- Sprachkommunikation[8]
- Short Message Service (SMS)
- Datenverbindung 9600 bit/s
- Fax
- SMS kostenlos aus dem Internet auf das Thuraya Handy[9]
- GMPRS/Wap und Internet Services ähnlich GPRS[10]
- Versenden der aktuellen GPS-Position via SMS
- ThurayaIP – mobile Datenübertragung bis 444 Kbps[11]
- ThurayaRecharge – Direktaufladung von Prepaidguthaben über Telefon und PIN möglich[12]

Neuerdings offeriert Thuraya auch komplette Lösungspakete für Flugzeuge, Hochseeschiffe und für das Management von Fahrzeugflotten sowie zahlreiche „Value Added Services“, u. a. auch in Zusammenarbeit mit dem Nachrichtensender Al Jazeera aus Katar.